# Up, Up and Away!
Up, Up and Away! (no Brasil, Para o alto e avante!) é um arco de história publicado em 2006 pela editora norte-americana DC Comics, uma empresa ligada ao grupo Time-Warner. Escrita por Geoff Johns e Kurt Busiek e desenhada por Pete Woods, a história foi publicada em oito partes, entre abril e junho de 2006, nas edições 837 a 840 da revista Action Comics e 650 a 653 de Superman. Na trama, Superman recupera seus super-poderes e seu papel de super-herói após um ano vivendo apenas como Clark Kent.
A história é a primeira de uma série que Johns produziria ao lado de Busiek entre 2006 e 2009 nas quais, ao mesmo tempo que davam continuidade à história de Superman, caracterizando-o como alguém que já atuava como super-herói há mais de uma década, incluíam referências inéditas aos primeiros anos de sua vida, reincorporando ao cânone elementos da mitologia do personagem que haviam sido eliminados por outros escritores anteriormente. A trama foi bem-recebida pela crítica e, durante a sua publicação, apresentou bons resultados junto ao público: as suas oito edições venderam, juntas, cerca de 550 mil exemplares.

## Antecedentes e contexto

### Superman
Em meados de 1985 o editor Andrew Helfer recebeu da DC Comics a incumbência de escolher os escritores que trabalhariam nas revistas de Superman após a conclusão do evento Crise nas Infinitas Terras, e vários autores foram abordados. Dentre eles, John Byrne e Marv Wolfman. No ano seguinte, a dupla reformulou não apenas Superman e seu elenco de apoio, mas toda a mitologia do personagem. Entre junho e agosto de 1986 foi lançada uma minissérie intitulada The Man of Steel, escrita e desenhada por Byrne, que desconsiderou todas as histórias publicadas até então e estabeleceu uma uma nova origem para Superman. A partir de setembro, passariam ser contadas as novas histórias do personagem, formando um novo cânone.
Como parte dessa reformulação, toda a linha de revistas foi reformulada a partir de setembro de 1986: uma nova revista intitulada Superman foi lançada, com roteiros e desenhos de Byrne, e as duas outras revistas do personagem foram alteradas: a revista Superman original, mantendo sua numeração, teve seu título alterado para Adventures of Superman e passou a ser escrita por Marv Wolfman, enquanto Action Comics, também mantendo sua numeração original, passou a partir da edição 584 a ser uma revista dedicada à histórias do gênero team-up. As revistas manteriam uma média de 200 mil exemplares por mês nos anos seguintes e seriam consideradas um sucesso, particularmente em reacender o interesse do público pelo personagem.
Embora o trabalho de Wolfman se encerrasse em 1987 e o de Byrne, no ano seguinte, os conceitos por eles estabelecidos continuariam sendo uma forte influência nas histórias do personagem por mais de uma década. Entre 1992 e 1993 foi publicada uma das histórias que melhor exemplifica essa influência: A Morte e o Retorno de Superman. Durante o extenso arco de história o personagem enfrenta seu mais poderoso oponente até então, o monstro Apocalypse, e, embora fosse bem-sucedido em derrotá-lo, acabaria falecendo.
O enterro de Superman recebeu considerável cobertura por parte da mídia especializada, sendo inclusive interrompia a publicação de suas revistas por três meses, e quando retomadas, eram protagonizadas cada uma por um personagem diferente ao longo de meses. O herói eventualmente retornaria, enfrentaria um de seus quatro "substitutos" - o "Superciborgue", um supervilão disfarçado - e reconquistaria a confiança do público. No universo ficcional onde se situavam as histórias, entretanto, apenas cerca de dois meses se passam entre o dia em que Superman fora considerado morto e seu retorno.

### Lex Luthor
Em 2000, durante a reunião anual realizada entre o corpo editorial da DC Comics e a equipe de profissionais responsáveis pelas várias revistas protagonizadas por Superman para definir o rumo que as histórias tomariam no ano seguinte, discutiu-se como continuar avançando a história do personagem Lex Luthor. Desde 1986 o personagem não mais era caracterizado como um "cientista louco" que ficara calvo por causa de Superman quando ambos eram adolescentes vivendo em Smallville, mas como um influente e inescrupuloso empresário de Metrópolis e um dos homens mais ricos do mundo. Embora fosse desde a sua concepção um vilão, uma série de tramas publicadas na década de 1990 mostravam Luthor recebendo, aos olhos do público, o crédito por inúmeras "boas ações", como a reconstrução de Gotham City após uma série de eventos ter devastado a cidade.
Com Paul Levitz e Janette Kahn - editor-chefe e publisher da editora, respectivamente - presentes, a equipe propôs que Luthor se candidatasse ao cargo de Presidente dos Estados Unidos e vencesse o pleito de forma legítima. No final daquele ano o vilão lançou-se como candidato à eleição presidencial dos Estados Unidos de 2000 e, com a publicação do especial Lex 2000, se elegeu presidente, substituindo George W. Bush no Universo DC como o 43º Presidente dos Estados Unidos, sem que a editora tivesse planos à longo prazo para retirá-lo do cargo. Luthor já era visto pelos cidadãos dos Estados Unidos como um visionário e um benevolente empresário e durante o período em que esteve no cargo, ao olhos do público, reformou o sistema educacional, liderou o país durante a vitória contra uma invasão alienígena e alcançou grande popularidade. A eleição do vilão e sua inicialmente bem-sucedida presidência, por mais corrupto que ele fosse, foram eventos apontados em 2001 como uma das maiores "derrotas" já enfrentadas por Superman. Sintetizaria o colunista Steven Grant, em texto publicado naquele ano no site americano Comic Book Resources: "Cada dia que Lex Luthor continua sentado no Salão Oval, Superman parece mais e mais um babaca impotente". Luthor só seria demovido do cargo quando, próximo de completar seu mandado, enfrentou Superman e Batman num confronto público. Aparentemente enlouquecido, o vilão caiu em desgraça frente o público.

### Crise Infinita
Embora alguns historiadores e jornalistas defendam que desde a reformulação promovida em 1986 Superman não era mais costumeiramente caracterizado como um herói inspirador, são as histórias publicadas na década de 1990, particularmente após a morte do personagem, aquelas apontadas como as em que o herói era mostrado mais como alguém cheio de dúvidas do que como o ícone que deveria ser. Uma série de eventos publicados entre 2003 e 2005 culminaria na publicação de Crise Infinita, um crossover planejado não apenas como uma homenagem à história Crise nas Infinitas Terras, que naquele ano completaria vinte anos, mas como uma análise do valor, não apenas dos três principais heróis da DC Comics - Superman, Batman e Mulher-Maravilha - mas de todo o Universo DC, que havia se tornado algo excessivamente sombrio e dramático em comparação ao que era antes de 1986.
Superman é alvo de algumas das maiores "críticas" do evento. Em texto publicado em seu blog, Alan Kistler aponta que, no início de Crise Infinita, Batman é usado como veículo para questionar o que Superman havia se tornado nos últimos anos, alguém que "tentava demais se identificar com a humanidade, esquecendo do seu poder e do seu papel". Na história, "Batman argumenta que o surgimento de Superman havia inspirado toda uma nova era heróica, mas que ele havia se tornado alguém tão ocupado com dúvidas e preocupações que havia perdido a capacidade [de inspirar pessoas]". Batman chega inclusive a afirmar que a última vez que Superman havia inspirado alguém teria sido na sua morte e eventualmente Superman perceberia que o colega estava certo, ele havia se tornado alguém tão preocupado com os próprios limites que precisava ser lembrado de que podia confiar nos próprios instintos, no próprio senso de moralidade. Durante o evento, Superman é caracterizado novamente como um líder, alguém que inspira confiança naqueles que o seguem e renova as esperanças daqueles que dele precisam - Kistler toma como exemplo dessa caracterização o momento em que, "quando um edifício está prester a ruir, Superman simplesmente diz 'Eu resolvo'", e cumpre o que promete, impedindo que o prédio desmorone usando seus super-poderes.

## Produção e publicação

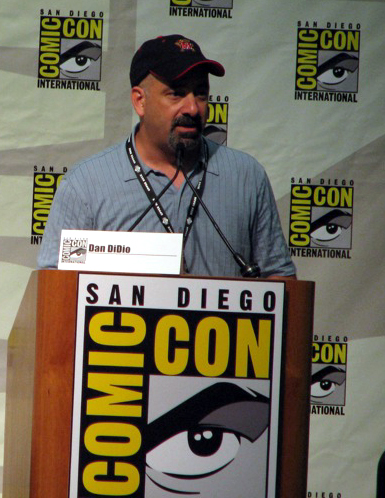
O editor-chefe da DC Comics, Dan DiDio.

Em novembro de 2005 o editor-chefe da DC Comics, Dan DiDio, já havia anunciado que uma das três revistas de Superman seria cancelada após a conclusão de Crise Infinita. A intenção de DiDio era fazer com que a revista Adventures of Superman retomasse o seu título original e voltasse a se chamar apenas Superman. Disse: "Meu conceito é de que Batman e Superman não precisam ter inúmeras séries cada um, porque pode acabar existindo problemas entre elas. Então, cheguei ao ponto de deixar as duas mais antigas de cada um: Action Comics, Superman, Detective Comics e Batman". O cancelamento da revista chegou a ser caracterizado como "o fim de uma era" e "um evidente sinal de mudança", pois representava o fim de uma publicação iniciada pelo escritor John Byrne quando ele havia reformulado o personagem.
Em 2006 Geoff Johns, o responsável por Crise Infinita, foi anunciado como o escritor que assumiria o cargo de roteirista da revista Action Comics. Ao seu lado, inicialmente, estaria Kurt Busiek, que havia assinado um contrato de exclusividade com a editora no final de 2005, e fazer parte da nova equipe criativa responsável pelas histórias de Superman foi uma das razões que o fez aceitar a proposta. Em entrevista, Busiek declarou acreditar que "as coisas estão realmente estourando na DC, e há uma ênfase bem-vinda não só em fazer histórias que chamem a atenção, mas tornar claro que há algo importante e valoroso nas revistas que deixe o leitor fisgado por um longo período".
É a partir de Up, Up and Away! que é apresentado aos leitores como Superman se integra ao Universo DC após a conclusão de Crise Infinita. De acordo com a história A Queda de Camelot, publicada a partir de Superman #654, após a conclusão de Up, Up and Away!, Clark Kent já atuava como super-herói há mais de doze anos Busiek e Johns tinham por objetivo, em sua tramas, dar continuidade à história de Superman, mas ao mesmo tempo incluir referências inéditas aos primeiros anos de sua vida. Todo esse trabalho culminaria, em 2009, na produção de Superman: Secret Origin, uma minissérie em seis partes produzida com o intuito de contar a "história definitiva" dos primeiros anos de Superman, incorporando elementos não apenas da mitologia construída desde que John Byrne reformulara o personagem em 1986, mas também das histórias produzidas antes disso.

## Enredo
O enredo transcorre da seguinte forma:

### Clark Kent, Lex Luthor e a Intergangue
Clark Kent, sem super-poderes há um ano, tem aproveitado sua "vida normal" e se destacado cada vez mais como repórter no Planeta Diário, onde suas reportagens denunciando as atividades de Lex Luthor e da Intergangue lhe rendem atenção e elogios. Lex Luthor, por outro lado, não pode se considerar tão afortunado: mesmo que sua equipe de advogados tenha consigo lhe inocentar da mais de uma centena de acusações que lhe haviam sido feitas, os artigos escritos por Kent haviam destruído sua credibilidade, levando-o a ser expulso pelos demais acionistas da LexCorp, a empresa que ajudou a fundar.
Na "Avenida do Amanhã", um endereço de Metrópolis conhecido por reunir dezenas de centros de pesquisa, o cientista K. Russel Abernathy, buscando transformar a kryptonita numa fonte de energia, acaba se envolvendo num acidente em seu laboratório que o transforma no Homem de Kryptonita e, incapaz de controlar suas habilidades inicialmente, sai destruindo a cidade. Usando um "relógio sinalizador", Clark pede ajuda a Supergirl. Ela enfrenta o novo vilão e é bem-sucedida em detê-lo. Em um esconderijo subterrâneo, Toyman e Luthor estão trabalhando juntos, pesquisando formas de explorar uma pedra de "minério solar", um cristal de origem kryptoniana.
Hal Jordan, o Lanterna Verde, oferece a Clark um dos anéis da Tropa dos Lanternas Verdes, para que ele possa continuar a agir como super-herói, mas Kent não o aceita. Enquanto Lex Luthor sequestra o vilão Metallo para roubar a pedra de kryptonita que o ciborgue guarda dentro de seu corpo, o Galhofeiro promove o caos em Metrópolis, permitindo que o Homem de Kryptonita consiga escapar da Penitenciária Stryker. Luthor e Toyman sequestram o Homem de Kryptonita, com o objetivo de usar seus super-poderes nas pesquisas que ambos estão desenvolvendo. É revelado ainda que os dois haviam acumulado enormes quantidades de kryptonita.
Clark segue com seu trabalho como jornalista, buscando provas que exponham as atividades ilegais exercidas pela Intergangue. Seus artigos contra o grupo mafioso, entretanto, já os incomodara o suficiente: os vilões Neutron e Radion são contratados pela Intergangue para matar Kent, e o atacam em plena luz do dia. Clark chega a ser atingido no ombro por uma das rajadas emitidas pelos vilões, mas consegue escapar momentaneamente. Perseguido, ele acaba correndo em direção ao túnel do metrô - e é atingido por um dos trens. Presumindo sua morte após o desastre, os vilões partem, mas Clark acorda, atordoado pelo impacto, e vê a palma de sua mão marcada na frente do trem.

### O retorno de Superman
Com seus super-poderes retornando lentamente, Clark tem que reaprender a controlá-los, mas também tem que pensar na melhor forma de contar o que está acontecendo para sua esposa. Quando Lois encontra o marido refletindo na cozinha com a mão apoiada sobre um fogão ligado, ela descobre a verdade sem que ele precise falar nada, e lhe entrega seu velho uniforme azul e vermelho. Superman "retorna", enfrentando um grupo de super-vilões formados por Quebra-Cabeça, Sanguinário, Curto-Circuito, Tumulto, Banshee Prateada e Hellgramite.
Pouco depois, o trabalho de Luthor com as pedras de minério solar é revelado: Luthor havia tomado posse de uma espaçonave kryptoniana, e resolve usá-la para destruir a cidade que agora havia se voltado contra ele. Superman enfrenta Luthor, e continua a tentar impedir o ataque mesmo após o vilão usar toda a kryptonita que havia armazenado na nave. Numa última tentativa, Superman se joga contra o cockpit da nave, destruindo a central de controle e se arremessando junto de Luthor para longe. Novamente sem poderes, Superman acaba caindo junto de Luthor na baía de Metrópolis.
Numa pequena ilha na costa de Metrópolis, Luthor e o enfraquecido Superman se enfrentam num combate corpo-a-corpo no qual o último acaba desmaiando pouco depois de deixar o primeiro desacordado. Quando Superman acorda, a perda de poderes se revela apenas temporária, e Luthor já havia sido novamente preso. Superman voa sobre Metrópolis, e a multidão celebra o seu retorno, agradecendo-o por ter salvo inúmeras vidas. Clark Kent é o primeiro repórter a entregar uma matéria sobre o retorno de Superman e Jimmy Olsen recebe de Superman um novo "relógio sinalizador", para entrar em contato com ele sempre que precisar. De posse do cristal de minério solar, Superman vai até o Ártico, onde arremessa a pedra no solo para que uma nova Fortaleza da Solidão seja construída.

## Principais personagens
Participam da história:
- Clark Kent / Superman é o protagonista. O início de Up, Up and Away! se dá no aniversário de um ano do "desaparecimento" de Superman. Após os eventos narrados em Crise Infinita o personagem havia ficado sem poderes, passando a agir exclusivamente como "Clark Kent". É durante a história que ele os recupera;
- A esposa de Clark, a também repórter Lois Lane;
- Jimmy Olsen e o staff do Planeta Diário: Olsen é um dos poucos que imediatamente acredita no retorno de Superman. Tanto ele quanto os demais membros do Planeta Diário, incluindo o editor Perry White, fazem apenas pequenas participações;
- Lex Luthor é o principal antagonista. Fazendo uso dos seus dotes como cientista, ele elabora uma forma de utilizar um cristal de minério solar proveniente do planeta Krypton em proveito próprio;
- K. Russel Abernathy, o Homem de Kryptonita: Um arrogante cientista que buscava desenvolver uma forma de usar pedras de kryptonita como fonte de energia, Abernathy acaba se transformando num ser feito de kryptonita após ocorrer um acidente no seu laboratório;
- Toyman e Metallo são mais dois vilões que servem aos propósitos de Luthor. Enquanto Toyman auxilia na pesquisa, o ciborgue é sequestrado e tem a pedra de kryptonita que guardava em seu interior roubada;

## Repercussão

### Vendas
De acordo com os registros da Diamond, empresa responsável pela distribuição das revistas nos Estados Unidos, as oito edições de Up, Up and Away mantiveram uma média razoável de vendas, sempre figurando entre as 100 revistas mais vendidas no país nos meses em que foram lançadas. As edições de Superman obtiveram resultado levemente superior às edições de Action Comics: A 1ª parte da história, Superman #650, foi a 25ª revista mais vendida no mês de março de 2006, com 65 595 exemplares vendidos só naquele mês. Cerca de 12 mil exemplares adicionais foram vendidos no mês seguinte e Action Comics #837, a imediata continuação, vendeu 55 809 exemplares no mês de seu lançamento (tornando-se a 33ª revista mais vendida em março de 2006) e cerca de 13 mil exemplares adicionais no dois meses seguintes. Um ano antes, em março de 2005, as duas revistas haviam vendido cerca de 34 mil e 40 mil exemplares, respectivamente.
As edições seguintes apresentaram vendagem ainda maior nos meses em que foram lançadas: Superman #651 vendeu 73 356 exemplares em abril de 2006, tornando-se a 14ª revista mais vendida naquele mês. No mês seguinte, tanto Action Comics #838 e #839 venderam cerca de 62 mil exemplares, tornando-se, respectivamente, a 30ª e a 31ª revista mais vendida em maio de 2006. Superman #652 foi a 28ª, com 70 432 exemplares vendidos. Em junho foi publicada a conclusão da história e, enquanto Superman #653 ficou em 30º lugar na listagem da Diamond, com cerca de 69 mil exemplares vendidos, Action Comics #840 ficou em 33º, com 61 789 exemplares vendidos naquele mês.

### Análise da crítica

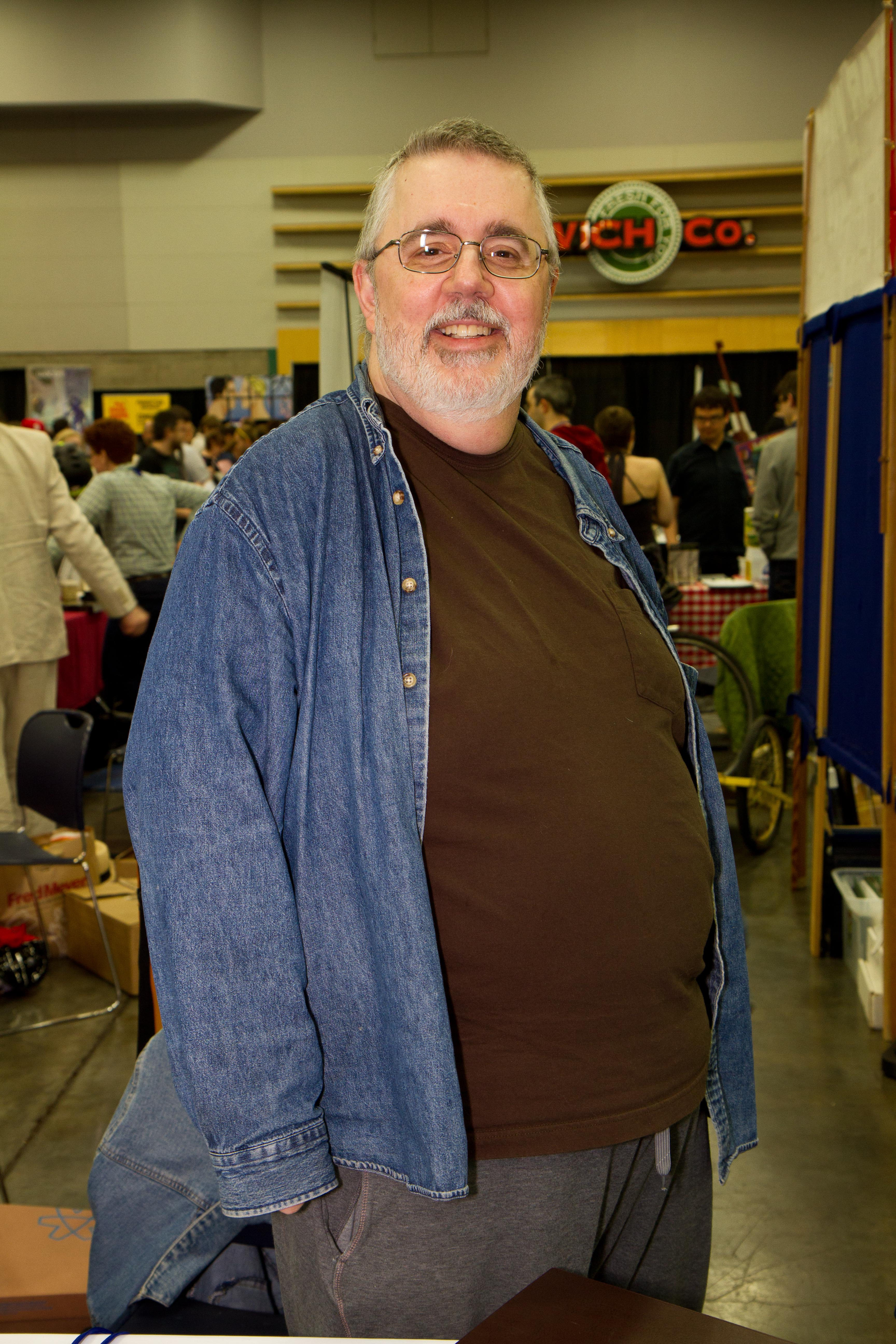
O escritor Kurt Busiek, um dos responsáveis pelos pelos roteiros da trama.

A história foi bem-recebida pela crítica especializada. Ken Tucker, em texto publicado pela Entertainment Weekly, atribuiria à Superman #650 nota "A+", avaliando a revista como uma das melhores dentre as lançadas como parte das consequências de Crise Infinita. O site americano Comics Bulletin publicou duas resenhas igualmente elogiosas para a edição. Uma, atribuindo à Superman #650 quatro em cinco estrelas, apontou que era história era satisfatória em todos os pontos em que era exigida: "[A revista] acerta em todos os pontos que deveria ter para representar o lançamento de uma nova era pra o Homem de Aço. Uma rápida recapitualção de sua origem, Clark Kent trabalhando, o elenco de apoio tendo sue destaque, Lex Luthor de volta, um novo vilão surge, e até uma pequena luta no final da edição. (...) Busiek e Johns pegaram todos esses elementos, que facilmente poderiam ser considerados clichês, e criaram uma história tão focada nos personagens que você nem os percebe. A outra resenha, atribuindo a pontuação máxima de cinco estrelas, compararia Up, Up and Away! às histórias que haviam feito o jornalista se interessar pelo personagem. Apontando que as mudanças promovidas por Busiek e Johns eram tão empolgantes quanto aquelas feitas vinte anos antes, John Hays elogiaria o novo Homem de Kryptonita e afirmaria que a caracterização dos inúmeros personagens era impecável.
O site brasileiro HQManiacs elogiaria as duas primeiras partes de Up, Up and Away! apontando que "a dupla de escritores Busiek e Johns inicia bem essa nova fase, focada no cotidiano de Clark, e nos problemas de Metrópolis", destacando ainda a arte de Pete Woods, vista como "muito viva e cheia de detalhes" As edições seguintes seriam igualmente elogiadas. A arte do desenhista Renato Guedes, que participou apenas de Action Comics #838 e #839 foi apontada como "espetacular" e "um trabalho extraordinário". A arte de Guedes foi também elogiada pelo Universo HQ, que destacou ainda o trabalho de Pete Woods e do colorista Brad Anderson.

## Sucessão

Na capa de Action Comics #841, o questionamento: "Ele voltou. Mas será uma fraude?". Back in Action sucedeu Up, Up and Away!, abordando a credibilidade de Superman frente o mundo após seu retorno.

Inicialmente a história terminaria em junho de 2006 e seria sucedida por duas tramas diferentes: em Superman seria publicada uma história escrita por Busiek e desenhada por Carlos Pacheco e Jesus Merino, e em Action Comics seria publicada outra, escrita por Johns em parceria com o cineasta Richard Donner. Eventualmente a segunda história seria sim publicada na revista, mas, em julho daquele ano, apenas a história de Busiek seria publicada conforme o cronograma original. Desta forma, Up, Up and Away! acabou ganhando uma continuação na forma do arco de história Back in Action, elaborado por Busiek e publicado nas edições 841 à 843 de Action- "(...) após pensar no que poderia ser feito no momento - após Up, Up and Away!, quando o Super-Homem faz uma grande entrada em cena - eu percebi que tinha uma grande idéia para este verão, e que alguns meses depois seria tarde para usá-la", disse, em entrevista.
A história explora o impacto causado pelo retorno do personagem, e foi escrita em parceria com o argentino Fabian Nicieza. Pete Woods permaneceu no cargo de desenhista da revista por mais três edições. Durante a história, é mostrado que nem toda a população mundial estava confiante de que Superman havia mesmo retornado, uma vez que da última vez em que ele havia desaparecido, durante a história A Morte do Superman, quatro homens diferentes o substituíram - e um deles revelou-se, na verdade, um vilão disfarçado. Assim, liderar um grupo formado por heróis como Asa Noturna, Aquaman e Nuclear num combate televisionado contra uma invasão alienígena, acabaria servindo como uma demonstração pública de que o herói havia sim efetivamente retornado.
Além de Back in Action, Busiek escreveria ainda as histórias A Queda de Camelot, O Terceiro Kryptoniano e A Rainha Inseto. Todas as três foram publicadas na revistas Superman, e enquanto A Queda desenvolveu parte dos inúmeros temas que Busiek pretendia abordar com o personagem, O Terceiro Kryptoniano abordou uma questão apresentada em Back in Action: haveria um outro kryptoniano no planeta Terra além de Superman e da Supergirl. A história, entretanto, servia um propósito maior, segundo Busiek: ele e Johns já haviam planejado cerca de dois anos de histórias, e "as revelações levam a coisas maiores. Há outros elementos nas histórias que irão retornar. [O Terceiro Kryptoniano] é uma história em três partes que pode ser vista como uma história auto-contida, mas é também a plataforma de lançamento para grandes eventos que estão prestes a ocorrer".
A Rainha Inseto, por sua vez, seria a última trama produzida por Busiek antes de uma segunda história nos moldes de Up, Up and Away!, que seria publicada simultanea e alternadamente em Superman e Action Comics. A ideia, segundo revelou o escritor em entrevista de 2007, era que com a conclusão dos dois arcos então publicadas nas revistas, A Rainha Inseto e Superman e a Legião dos Super-Heróis, fosse publicada essa nova história. Superman e a Legião dos Super-Heróis foi o primeiro arco de história integralmente escrito por Johns. Antes, ele havia escrito O Último Filho e Fuga do Mundo Bizarro em parceria com Donner.
Quando o escritor James Robinson foi anunciado como o substituto de Busiek em Superman, no início de 2008, tanto Johns quanto ele declararam ter planejado estabelecer uma maior ligação entre as duas revistas, e que cada um deles escreveria um arco diferente (A Chegada de Atlas e Brainiac) que resultariam numa história que seria publicada no final daquele ano tanto em Action quanto em Superman e Supergirl. Essa história, posteriormente se revelaria, seria o início da saga Nova Krypton.